# Almered och Bolg
Almered och Bolg är en av SCB avgränsad och namnsatt småort i Marks kommun i Västra Götalands län. Den omfattar bebyggelse i grannbyarna Almered och Bolg belägna i Sätila socken och väster om Gäddesjön. Småorten har 93 invånare (2023).